# Municipio de Villamar
Villamar es uno de los 113 municipios en que se encuentra dividido para su régimen interior el estado mexicano de Michoacán de Ocampo. Su cabecera es la localidad homónima.

## Toponimia
El nombre Villamar recuerda a Eligio Villamar, combatiente destacado durante la intervención norteamericana.

## Ubicación, superficie y límites
El municipio de Villamar está ubicado al noroeste del estado. Con una extensión de algo más de 351 km², limita al norte con los municipios de Venustiano Carranza, Pajacuarán y Chavinda; al este con los municipios de Chavinda y Tangamandapio; al sur con los municipios de Tangamandapio, Tingüindín y Cotija; al oeste con los municipios de Cotija, Jiquilpan, Sahuayo y Venustiano Carranza.
Villamar, cabecera del municipio, se encuentra en la ubicación 20°1′16″N 102°35′42″O / 20.02111, -102.59500, a una altitud de 1528 m s. n. m.
Forma parte de la Ciénega de Chapala,de la región 1. Lerma-Chapala y del Bajío zamorano.

## Historia
El municipio se constituyó el 10 de diciembre de 1831, dentro del distrito de Jiquilpan, inicialmente con el nombre de Guarachita. El 14 de febrero de 1935 el nombre fue cambiado por el de Villamar.

## Demografía
La población total del municipio de Villamar es de 15 864 habitantes, lo que representa un decrecimiento promedio de -0.70 % anual en el período 2010-2020 sobre la base de los 16 991 habitantes registrados en el censo anterior. Al año 2020 la densidad del municipio era de 45,3 hab/km².
| Gráfica de evolución demográfica de Municipio de Villamar entre 2000 y 2020 |
|                                                                             |
| Fuente: Instituto Nacional de Estadística Geografía e Informática           |

En el año 2010 estaba clasificado como un municipio de grado bajo de vulnerabilidad social, con el 10 % de su población en estado de pobreza extrema.
La población del municipio está mayoritariamente alfabetizada (15.40 % de personas analfabetas al año 2010), con un grado de escolarización en torno de los 6 años. Solo el 0.30 % de la población se reconoce como indígena.
El 98.70 % de la población profesa la religión católica. El 0.69 % adhiere a las iglesias protestantes, evangélicas y bíblicas.

### Localidades
En el censo de 2020 el municipio de Villamar contaba con 44 localidades.
| Código INEGI      | Localidad            | Población (2020) |
| ----------------- | -------------------- | ---------------- |
| 161040012         | Emiliano Zapata      | 3 410            |
| 161040001         | Villamar             | 2 978            |
| 161040028         | El Platanal          | 2 202            |
| 161040034         | San Antonio Guaracha | 1 287            |
| Otras localidades | Otras localidades    | 5 987            |
| Total municipal   | Total municipal      | 15 864           |

## Educación y salud
En 2010 el municipio contaba con escuelas preescolares, primarias, secundarias y dos escuelas de formación media (bachilleratos). Las unidades médicas en el municipio eran 9, con un total de personal médico de 30 personas.
El 39.3 % de la población de 15 años o más (7167 personas) no había completado la educación básica, carencia social calificada como rezago educativo. El 27.2 % de la población (4963 personas) no tenía acceso a servicios de salud.

## Economía
Según los datos relevados en 2010, prácticamente la mitad de la población económicamente activa desarrollaba su actividad en el sector primario (agricultura, ganadería, aprovechamiento forestal, pesca y caza). Según el número de unidades activas relevadas en 2019, los sectores más dinámicos son el comercio minorista; la prestación de servicios de alojamiento temporal y de preparación de alimentos y bebidas; y en menor medida la elaboración de productos manufacturados.